# Palacio del Marqués de Melgarejo
El palacio del Marqués de Melgarejo se encuentra en la calle Cervantes, una de las calles más céntricas de Villanueva de los Infantes (provincia de Ciudad Real, España).
Villanueva de los Infantes es conocida por su importante Conjunto Histórico Monumental, entre su arquitectura civil, lo más destacable es la Plaza Mayor, aunque cuenta con un gran número de casas señoriales y palacios.

## Descripción

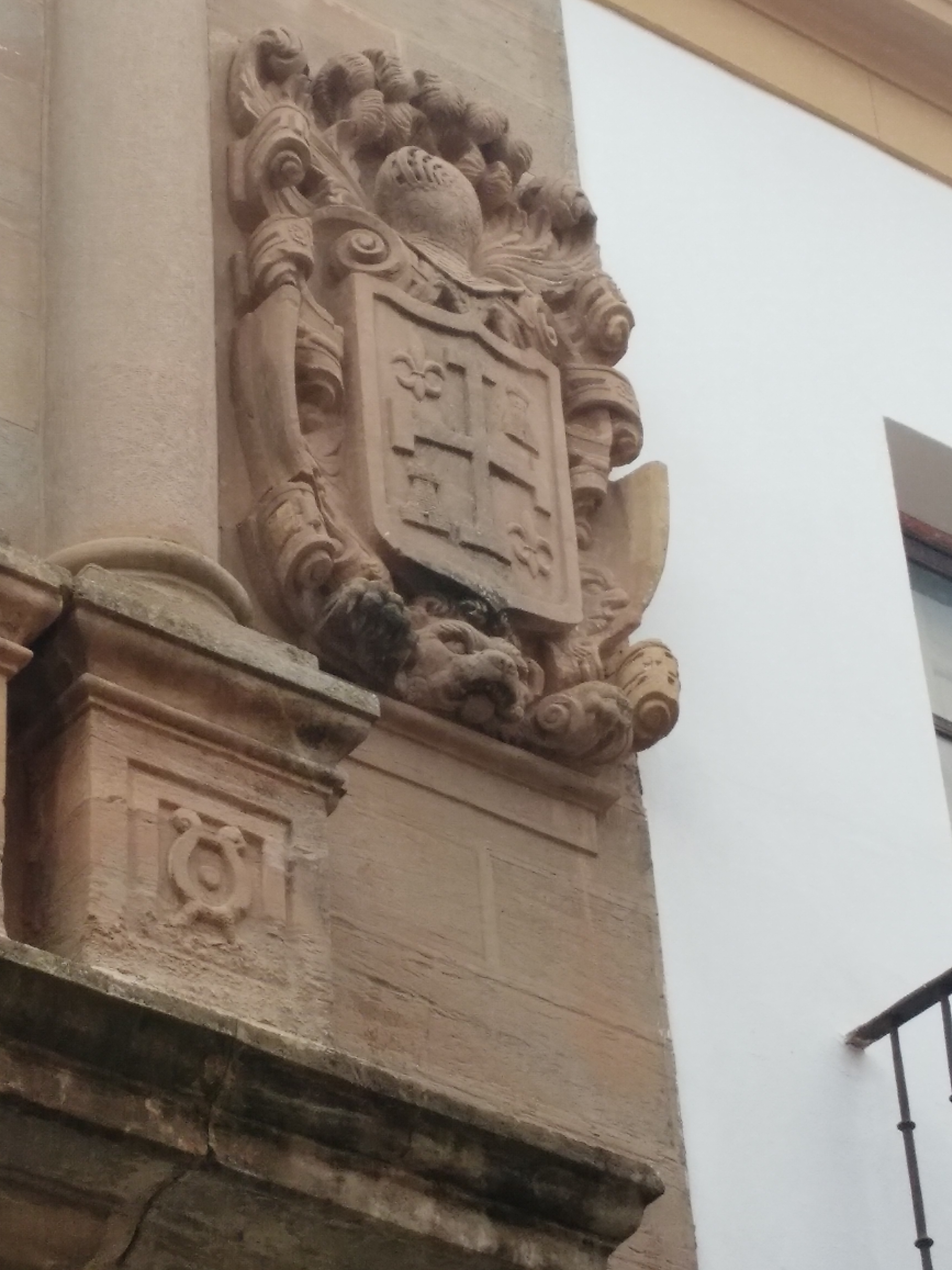
Escudo de la Familia Melgarejo.

Este palacio es privado por lo que solo se puede visitar en contadas ocasiones, si bien su fachada de estilo Clasista se encuentra en perfecto estado de conservación para poder admirarla.
La fachada está formada por dos cuerpos: en el cuerpo superior se encuentra el balcón situado entre columnas jónicas y con decoración geométrica, a ambos lados del balcón se encuentra el escudo de la familia Baillo, en el lado izquierdo y el de la familia Melgarejo en el lado derecho.
La parte inferior de la fachada es también adintelada con columnas toscanas, en cuya zona superior se encuentra el arquitrabe dividido en triglifos y metopas.
En el interior nos encontramos con un gran patio señorial porticado con columnas jónicas, con decoración de estrías, espina de pez y formas geométricas,  lo más llamativo del patio es su escalera de estilo imperial del siglo XIX, con arranque único y dos salidas, en cuyo frente se sitúa una vidriera modernista con decoración neorrenacentista y alegorías campesinas.
En cuanto a las habitaciones, poco se puede decir de ellas, ya que el palacio es privado, pero sí se sabe que algunas de estas zonas conservan los techos originales de madera.